# Lekkoatletyka na Letnich Igrzyskach Olimpijskich 1936 – sztafeta 4 × 100 m kobiet

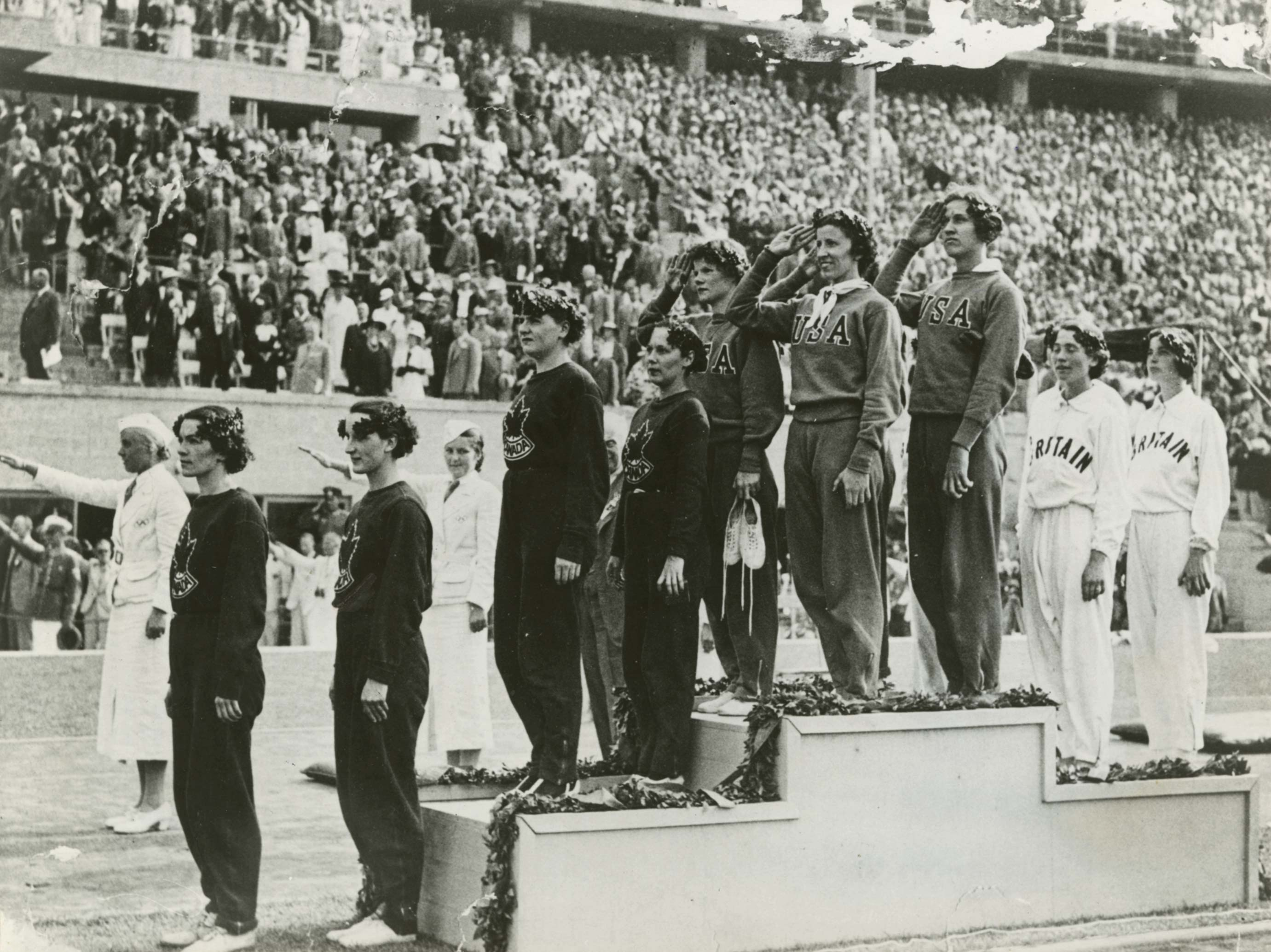
Dekoracja medalistek

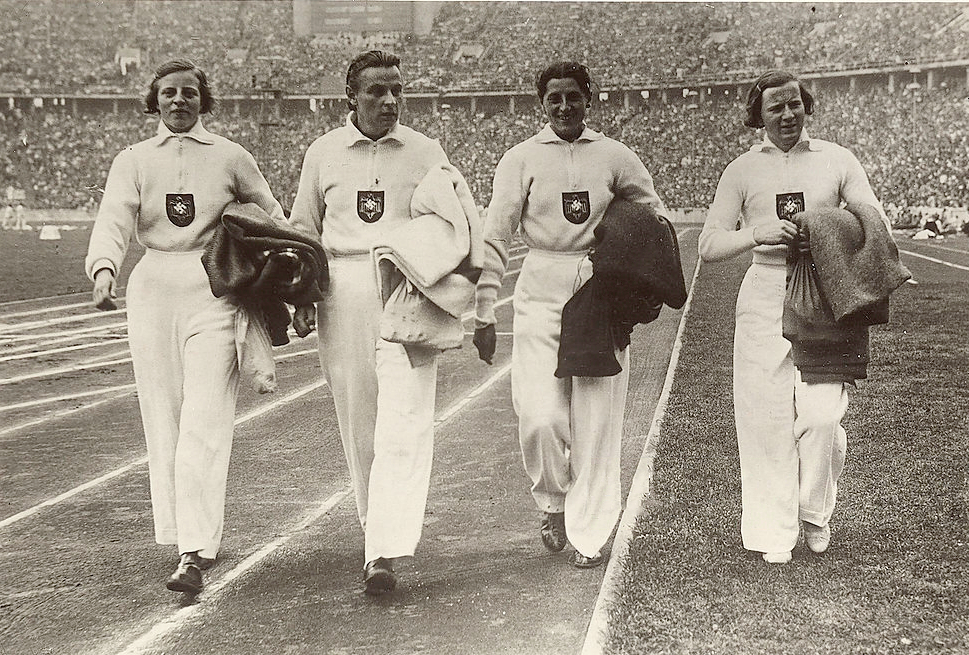
Sztafeta niemiecka. Od lewej: Albus, Krauß, Dollinger i Dörffeldt

Bieg sztafetowy 4 × 100 metrów kobiet był jedną z konkurencji rozgrywanych podczas XI Letnich Igrzysk Olimpijskich. Biegi zostały rozegrane w dniach 8 i 9 sierpnia 1936 roku na Stadionie Olimpijskim w Berlinie. Wystartowały 32 zawodniczki z 8 krajów.  Sztafeta Niemiec ustanowiła w eliminacjach rekord świata z czasem 46,4 s. W finale sztafeta niemiecka zdecydowanie prowadziła, gdy biegnąca na ostatniej zmianie Ilse Dörffeldt upuściła pałeczkę i zespół nieniecki nie ukończył biegu. 

## Rekordy
|                   | Zawodniczki                                                                           | Wynik  | Miejsce     | Data                 |
| ----------------- | ------------------------------------------------------------------------------------- | ------ | ----------- | -------------------- |
| Rekord świata     | III Rzesza (Emmy Albus, Käthe Krauß, Marie Dollinger, Grete Winkels)                  | 46,5 s | Kolonia     | 21 czerwca 1936(dts) |
| Rekord olimpijski | Stany Zjednoczone (Mary Carew, Evelyn Furtsch, Annette Rogers, Wilhelmina von Bremen) | 46,5 s | Los Angeles | 7 sierpnia 1932(dts) |
| Rekord olimpijski | Kanada (Mildred Fizzell, Lillian Palmer, Mary Frizzell, Hilda Strike)                 | 46,5 s | Los Angeles | 7 sierpnia 1932(dts) |

## Terminarz
| Data            |            | Godzina |
| --------------- | ---------- | ------- |
| 8 sierpnia 1936 | Eliminacje | 15:30   |
| 9 sierpnia 1936 | Finał      | 15:30   |

## Wyniki

### Eliminacje
Rozegrano dwa biegi eliminacyjne. Pierwsze trzy zespoły z każdego biegu awansowały  do finału (Q).

#### Bieg 1
| Pozycja | Państwo           | Zawodniczki                                                          | Czas | Uwagi |
| ------- | ----------------- | -------------------------------------------------------------------- | ---- | ----- |
| 1.      | Stany Zjednoczone | Harriet Bland, Annette Rogers, Betty Robinson, Helen Stephens        | 47,1 | Q     |
| 2.      | Kanada            | Dorothy Brookshaw, Mildred Dolson, Hilda Cameron, Aileen Meagher     | 48,0 | Q     |
| 3.      | Holandia          | Kitty ter Braake, Fanny Koen, Alida de Vries, Elisabeth Koning       | 48,4 | Q     |
| 4.      | Austria           | Charlotte Machmer, Johanna Vancura, Grete Neumann, Veronika Kohlbach | 49,9 |       |

#### Bieg 2
| Pozycja | Państwo         | Zawodniczki                                                            | Czas | Uwagi |
| ------- | --------------- | ---------------------------------------------------------------------- | ---- | ----- |
| 1.      | III Rzesza      | Emmy Albus, Käthe Krauß, Marie Dollinger, Ilse Dörffeldt               | 46,4 | Q,    |
| 2.      | Wielka Brytania | Eileen Hiscock, Violet Olney, Audrey Brown, Barbara Burke              | 47,5 | Q,    |
| 3.      | Włochy          | Lidia Bongiovanni, Trebisonda Valla, Fernanda Bullano, Claudia Testoni | 48,6 | Q,    |
| 4.      | Finlandia       | Irja Lipasti, Ebba From, Raili Halttu, Rauni Essman                    | 49,5 | [ 5 ] |

### Finał
| Pozycja | Państwo           | Zawodniczki                                                            | Czas | Uwagi |
| ------- | ----------------- | ---------------------------------------------------------------------- | ---- | ----- |
| 1.      | Stany Zjednoczone | Harriet Bland, Annette Rogers, Betty Robinson, Helen Stephens          | 46,9 | [ 6 ] |
| 2.      | Wielka Brytania   | Eileen Hiscock, Violet Olney, Audrey Brown, Barbara Burke              | 47,6 |       |
| 3.      | Kanada            | Dorothy Brookshaw, Mildred Dolson, Hilda Cameron, Aileen Meagher       | 47,8 |       |
| 4.      | Włochy            | Lidia Bongiovanni, Trebisonda Valla, Fernanda Bullano, Claudia Testoni | 48,7 |       |
| 5.      | Holandia          | Kitty ter Braake, Fanny Koen, Alida de Vries, Elisabeth Koning         | 48,8 |       |
| –       | III Rzesza        | Emmy Albus, Käthe Krauß, Marie Dollinger, Ilse Dörffeldt               | DSQ  |       |